# دونغ هيون ما
دونغ هيون ما (الكورية: 마동현) هو فنان قتال مختلط كوري جنوبي، ولد في 9 سبتمبر 1988 في بوسان في كوريا الجنوبية.

## وصلات خارجية
- دونغ هيون ما على موقع يو إف سي (الإنجليزية)
- دونغ هيون ما على موقع شيردوغ (الإنجليزية)